# لاخندورف
لاخندورف (به آلمانی: Lachendorf) یک شهر در آلمان است که در Lachendorf واقع شده‌است. لاخندورف ۵٬۸۴۰ نفر جمعیت دارد.

## خواهرخوانده
شهر Bricquebec خواهرخواندهٔ لاخندورف هست.